# Anna Sjöstedts resestipendium
Anna Sjöstedts resestipendium utdelas av Svenska Akademien sedan 2006 och är företrädesvis avsett för yngre författare och humanistiska forskare. Det innefattar en månads fri vistelse i Berlin samt ett bidrag på 30 000 kronor.

## Mottagare
- 2006 Gabriella Håkansson
- 2007 Malte Persson
- 2008 Aimée Delblanc
- 2009 Otto Fischer
- 2010 Henrik Rosengren
- 2011 Ida Börjel
- 2012 Elin Boardy
- 2013 Fabian Kastner[1]
- 2014 Victoria Fareld[1]
- 2015 Marie Silkeberg[1]
- 2016 Isabelle Ståhl[1]
- 2017 Axel Englund[1]
- 2018 Gustav Sjöberg[1]
- 2019 Alejandro Leiva Wenger[2]
- 2021 Linn Spross[3]
- 2022 Kayo Mpoyi[4]
- 2024 Mats Almegård[5]